# Snos
 Snos  falu Horvátországban, Károlyváros megyében. Közigazgatásilag Szluinhoz tartozik.

## Fekvése
Károlyvárostól 37 km-re délre, községközpontjától 8 km-re északkeletre, a Kordun területén fekszik.

## Története
A falunak 1890-ben 345, 1910-ben 344 lakosa volt. Trianonig Modrus-Fiume vármegye Szluini járásához tartozott. 2011-ben mindössze 8 lakosa volt.

## Lakosság
| Lakosság változása | Lakosság változása | Lakosság változása | Lakosság változása | Lakosság változása | Lakosság változása | Lakosság változása | Lakosság változása | Lakosság változása | Lakosság változása | Lakosság változása | Lakosság változása | Lakosság változása | Lakosság változása | Lakosság változása | Lakosság változása |
| ------------------ | ------------------ | ------------------ | ------------------ | ------------------ | ------------------ | ------------------ | ------------------ | ------------------ | ------------------ | ------------------ | ------------------ | ------------------ | ------------------ | ------------------ | ------------------ |
| 1857               | 1869               | 1880               | 1890               | 1900               | 1910               | 1921               | 1931               | 1948               | 1953               | 1961               | 1971               | 1981               | 1991               | 2001               | 2011               |
| 0                  | 0                  | 0                  | 345                | 373                | 344                | 305                | 365                | 192                | 203                | 206                | 156                | 0                  | 0                  | 8                  | 8                  |